# Sotajumala
Sotajumala é uma banda de death metal da Finlândia. Foi formada em 1998 por T. Otsala e K. Orbinski. Em 2000, a banda se solidificou com a adição de J. Häkkinen, A. Romo, P. Lapio e H. Lastu. O 1º CD foi o "Sotajumala MCD", que foi gravado em apenas 2 dias em setembro de 2001. Em 2004 a banda lançou seu primeiro álbum; Death Metal Finland, pela gravadora Woodcut Records.
A banda lançou quatro álbuns de estúdio e encerrou as atividades em 2016.

## Integrantes
Última formação
- Mynni Luukkainen - vocal
- Kosti Orbinski - guitarra
- Pete Lapio - guitarra
- Tomi Otsala - baixo, backing vocal
- Timo Häkkinen - bateria

## Discografia
- Death Metal Finland (2004)
- Teloitus (2007)
- Kuolemanpalvelus (2010)
- Raunioissa (2015)